# Curling-Mixed-Weltmeisterschaft 2019
Die Curling-Mixed-Weltmeisterschaft 2019 wurde vom 12. bis 19. Oktober in der schottischen Stadt Aberdeen ausgetragen. Die Spielstätte war die Curl Aberdeen, eine Curling-Halle im Westen der Stadt.
Kanada gewann das Endspiel gegen Deutschland mit 6:5.